# Xepsetipet
Xepsetipet, també escrit Xepset-ipet (Špṣ.t-ip(w)t, "Dama de l'harem"), va ser una princesa egípcia que va viure a finals de la II Dinastia. Pot ser que fos la filla tant del rei (faraó) Peribsen com de Khasekhemui. És coneguda per la seva estela de lloses decorades.

## Identitat
Xepsetipet pot haver estat filla tant de Peribsen com de (molt probablement) Khasekhemui. El disseny artístic i les proporcions corporals representades a la seva estela de lloses eren habituals a finals de la II Dinastia d'Egipte. Durant aquesta època, les esteles de lloses que representaven el difunt assegut en una taula d’ofrenes van esdevenir molt populars i es mostraven en nínxols especials a l’interior de la cambra funerària.

### Títols
Com a princesa, Xepsetipet tenia diversos títols reseervats a la reialesa:
- Filla del Rei (en egipci Sat-nesu).

- Germana del Governant (en egipci Khebed-hatia).

## Atestacions
Gairebé no se sap res de la vida de Xepsetipet, llevat dels seus títols. EN testifiquen l'existència diversos pots de fang etiquetats amb tinta negra i la seva estela de lloses. Totes plegat es va trobar a la seva tomba mastaba a Saqqara.
L'egiptòleg britànic Walter Bryan Emery va trobar la seva estela de lloses a l'entrada de la mastaba S-3477 el 1902. Està feta de pedra calcària fina i polida. Xepsetipet hi apareix representada com una dona asseguda, porta uns cabells finament arrissats que acaben en rastes llargues i delicades. Està vestida amb un vestit ajustat que queda lligat per sobre de l'espatlla esquerra, el nus està format per un cordó en forma de nus de Tijt. La dona també porta un delicat collaret de perles. Xepsetipet mira cap a la dreta i busca una mena de pa o pastís a la taula de les ofrenes. La meitat dreta de l'estela està decorada amb la disposició habitual d’oferir aliments. El lloc on es va gravar el nom de Xepsetipet mostra traces de revisions, per la qual cosa l'estela possiblement es va crear per a una altra persona.

## Tomba
La tomba de Xepsetipet era, molt probablement, la mastaba S-3477 de Saqqara. La tomba està molt malmesa i la major part de l'interior s'ha esfondrat. Es creu que la cambra funerària era el lloc original d’exposició de l'estela de lloses, com era habitual durant la II Dinastia. També es van trobar les restes d’una dona de seixanta anys a l’interior de la tomba, la qual aparentment havia patit una deformació severa de la mandíbula.